# Thijs Oosting
Thijs Oosting, né le 2 mai 2000 à Emmen aux Pays-Bas, est un footballeur néerlandais qui joue au poste de milieu offensif au PEC Zwolle, en prêt du FC Groningue.

## Biographie

### En club
Né à Emmen aux Pays-Bas, Thijs Oosting est formé par le FC Emmen avant de rejoindre l'AZ Alkmaar en 2016, où il poursuit sa formation. Il joue son premier match avec l'équipe première le 14 août 2021 face au RKC Waalwijk, lors de la première journée de la saison 2021-2022 d'Eredivisie, la première division néerlandaise. Il est titularisé au poste d'arrière gauche et son équipe est battue par un but à zéro.
Le 31 janvier 2022, Thijs Oosting quitte définitivement l'AZ pour signer un contrat de quatre ans et demi avec le Willem II Tilburg.
Il se fait remarquer dès son premier match en marquant ses deux premiers buts pour le club, le 6 février 2022 face au RKC Waalwijk, en championnat. Titularisé, il marque ses deux buts dans les treize premières minutes du match et permet à son équipe de l'emporter par trois buts à un.
Le 2 juillet 2024, Thijs Oosting rejoint le FC Groningue. Il signe un contrat de trois ans, soit jusqu'en juin 2027, avec une année supplémentaire en option.

### En sélection
Avec les moins de 18 ans, Oosting joue un total de cinq matchs entre 2017 et 2018, et marque un but.